# Transgender Warriors

Transgender Warriors: Making History from Joan of Arc to Dennis Rodman, publié en 1996, est une histoire populaire autobiographique de l'activiste trans Leslie Feinberg, célèbre surtout pour son roman autobiographique Stone Butch Blues. Transgender Warriors fait le portrait de personnes de par le monde qui sont allées au-delà des cases du genre de l'Antiquité à nos jours. C'est l'un des premiers livres à étudier l'identité trans à travers les époques, et à plaider pour l'inclusion des personnes non conformes au genre à travers l'histoire.

## Contexte
Les débuts de l'étude qui allait devenir Transgender Warriors sont apparus pour la première fois dans le pamphlet de Feinberg "Transgender Liberation: A Movement Whose Time Has Come" (« La libération transgenre : un mouvement dont le moment est arrivé »), publié par le Parti du monde des travailleurs en 1992. Ce pamphlet a été l'une des premières œuvres à utiliser le mot transgenre dans un sens large, et la brochure a donné au mot une nouvelle « charge politique ». La vision marxiste que Feinberg utilise dans Transgender Liberation est également présente dans Transgender Warriors.
Feinberg intègre des éléments de son histoire personnelle à son propos historique, afin d'aider le lectorat à le relier aux luttes actuelles.
Le livre lui-même est organisé en cinq sections qui correspondent approximativement aux moments où Feinberg a appris les informations présentées, et regroupe des informations similaires par thème.

## Résumé
La première section du livre explique comment Feinberg s'est intéressé à l'histoire trans. On y parle de son enfance à Buffalo dans l'État de New York, de la manière dont sa compréhension du genre est venue de la société qui l'entourait, ainsi que de l'arrivée du marxisme dans sa vie. Cette mise en contexte explique comment Feinberg a recherché et interprété les informations présentées dans le reste du livre, et permet également de déterminer quels éléments de Stone Butch Blues sont autobiographiques. Dans cette section, Feinberg évoque également les personnes qui ne se conformaient pas au genre dans les traditions amérindiennes, ainsi que Jeanne d'Arc, soulignant le fait que Jeanne d'Arc a été arrêtée et tuée pour travestissement.
La deuxième partie du livre discuter de manière plus large de la manière dont les personnes trans ont été considérées à travers l'histoire, et le type de récits qu'elles ont inspiré. Par exemple, les personnes non conformes aux stéréotypes de genre ont été considérées comme sacrées dans des religions du monde entier. Est ensuite expliqué comment la transphobie s'est développée en parallèle du classisme, du patriarcat et de l'homophobie, dans des sociétés de classe pour lesquelles la richesse et le pouvoir se concentrent dans les mains des hommes cisgenres. Feinberg discute plus spécifiquement de la non-conformité aux normes de genre en Grèce et à Rome, et constate que cela correspond à sa thèse selon laquelle la transphobie dérive du classisme.
Dans la troisième section, Feinberg se concentre sur l'Europe. À partir de ses recherches sur Jeanne d'Arc, Feinberg explique comment l'Église catholique a cherché à consolider son pouvoir en supprimant des traditions païennes qui valorisaient les personnes transgenres. Il est ensuite expliqué que le travestissement jouait un rôle important dans les fêtes et rébellions paysannes. Feinberg finit cette section en évoquant des individus qui vivaient en tant que membres du genre opposé au cours des XVIIe, XVIIIe et XIXe siècles. La difficulté à maintenir un passing pendant de longues périodes semble indiquer que ce n'était pas fait par simple désir d'échapper au sexisme ou d'accéder à des opportunités économiques.
Dans la quatrième section, Feinberg aborde des questions trans plus contemporaines. On commence par parler des premières fois où des organisations explicitement trans se sont constituées, telles le Comité scientifique et humanitaire dans l'Allemagne de l'entre-deux-guerres et les émeutes de Stonewall à New York. Bien que ces événements aient souvent été pensés principalement dans le contexte des mouvements gays et lesbiens, Feinberg fait valoir que les personnes trans étaient au cœur de ces efforts. Dans le deuxième chapitre de cette section, Feinberg explique plus en détail comment le sexe, le genre et l'expression de genre sont liés les uns aux autres, et explique spécifiquement comment les personnes intersexes s'inscrivent dans ces distinctions. Feinberg écrit ensuite sur la relation entre les mouvements des femmes et les mouvements trans, expliquant qu'il faut théoriser la féminité en englobant la complexité des expériences des personnes trans. La section se termine par un appel aux personnes trans à s'unir pour lutter pour les droits trans et renverser le capitalisme.
La dernière section du livre consiste en une succession de photos de personnes trans parlant de leur vie.

## Réception
En général, Transgender Warriors a été mieux accueilli au sein de la communauté LGBT+ qu'à l'extérieur. Plusieurs critiques trouvent que l'analyse historique manquait de rigueur,,, mais d'autres accordent une plus grande valeur aux détails de la vie de Leslie Feinberg, à la possibilité de se réapproprier l'histoire des personnes trans, et à ce que ce livre apporte pour une meilleure compréhension de ce que signifie être transgenre, actuellement et par le passé.